# تشارلز ليندسي
تشارلز ليندسي (بالإنجليزية: Charles Lindsay)‏ هو مصور أمريكي، ولد في 22 أبريل 1961 في سان فرانسيسكو في الولايات المتحدة.